# (9912) Donizetti
Pour les articles homonymes, voir Donizetti.
(9912) Donizetti est un astéroïde de la ceinture principale.

## Description
(9912) Donizetti est un astéroïde de la ceinture principale. Il fut découvert le 16 octobre 1977 à l'observatoire Palomar par Cornelis Johannes van Houten, Ingrid van Houten-Groeneveld et Tom Gehrels. Il présente une orbite caractérisée par un demi-grand axe de 2,56 UA, une excentricité de 0,15 et une inclinaison de 7,3° par rapport à l'écliptique.
Cet astéroïde est nommé en hommage au compositeur italien Gaetano Donizetti (1797-1848).

## Compléments